# Сабор српског јединства
Сабор српског јединства (скраћено ССЈ; раније Странка српског јединства) је била ултранационалистичка политичка странка, основана као група грађана у Републици Србији, на темељима некадашње Странке српског јединства, чији је оснивач и први председник био Жељко Ражнатовић Аркан.

## Историјат

### Странка српског јединства
Године 1998. седиште странке је премештено из Београда у Јагодину. Након убиства Жељка Ражнатовића, у јануару 2000. године, вођа странке је постао Борислав Пелевић. Децембра те године, на ванредним изборима за Скупштину Србије, коалиција око ССЈ осваја 14 посланичких места (самој странци је припало 11), што је представљало велико изненађење. Међу посланицима ССЈ-а, био је и Драгиша Бинић, раније фудбалер Црвене звезде, а у том тренутку спортски директор ФК Обилић, чији је власник био Жељко Ражнатовић Аркан. Први посланички мандат је освојио и Драган Марковић Палма.

На ванредним парламентарним изборима у децембру 2003. године, ССЈ у коалицији не успева да освоји ниједно посланичко место, странка није имала свога представника у парламенту у периоду од 2007—2008.
Почетком 2008. године, Странка српског јединства је колективно приступила Српској радикалној странци и тиме престала да постоји.
Услед превирања у Српској радикалној странци у периоду од августа до септембра 2008. године, Пелевић је приступио новоформираном посланичком клубу „Напред Србијо“, на чијем се челу налазио некадашњи заменик председника СРС Томислав Николић. Убрзо затим, Пелевић је постао члан и високи функционер Српске напредне странке, коју је формирао Томислав Николић.

### Обнова
Недуго после преласка Александра Мартиновића, некадашњег потпредседника Српске радикалне странке, у Српску напредну странку, Борислав Пелевић је иступио из Српске напредне странке и најавио реактивирање Странке српског јединства.
Дана 21. јануара 2013. године, Борислав Пелевић, Слободан Радосављевић и Јелена Костић су у Београду основали удружење грађана "Сабор српског јединства".
ССЈ је тада регистрован као удружење грађана, због тежине процедуре за регистрацију политичке странке, која је захтевала 10.000 грађана у својству оснивача.

## Изборни резултати

### Парламентарни избори
| Избори | Коалиција                                                                | # гласова | % од важећих | # посланика | Влада     | Лидер                  |
| ------ | ------------------------------------------------------------------------ | --------- | ------------ | ----------- | --------- | ---------------------- |
| 1993   |                                                                          | 41.362    |              | 0 / 250     | опозиција | Жељко Ражнатовић Аркан |
| 2000   |                                                                          | 200.052   | 5,33%        | 14 / 250    | опозиција | др Борислав Пелевић    |
| 2003   | За народно јединство - Странка српског јединства-Народна сељачка странка | 68.537    | 1,79%        | 0 / 250     | опозиција | др Борислав Пелевић    |
| 2014   | Група грађана "Патриотски фронт" - др Борислав Пелевић                   | 4.514     | 0,17%        | 0 / 250     | опозиција | др Борислав Пелевић    |

#### Избори 2014. године
На републичким ванредним парламентарним изборима 2014. године, странка је наступила заједно у коалицији под називом "Патриотски фронт" са удружењима грађана Српским сабором Заветници, НП — Препородом Србије и Слободном Србијом — Ниш; Сабор српског јединства не прелази изборни цензус и не улази у Скупштину Србије.

### Председнички избори
| Избори       | Кандидат            | 1. круг — гласови | %     |
| ------------ | ------------------- | ----------------- | ----- |
| сеп-окт 2002 | др Борислав Пелевић | 139.047           | 3,82% |
| дец 2002     | др Борислав Пелевић | 103.926           | 3,53% |
| 2004         | др Борислав Пелевић | 14.317            | 0,46% |

### Савезни парламентарни избори
| Избори | Коалиција | # гласова | % од важећих | # посланика | Влада     | Лидер                  |
| ------ | --------- | --------- | ------------ | ----------- | --------- | ---------------------- |
| 1996   |           | 4.950     |              | 0 / 250     | опозиција | Жељко Ражнатовић Аркан |
| 2000   |           | 33.680    | 0,68%        | 0 / 250     | опозиција | др Борислав Пелевић    |

## Истакнути чланови
- Жељко Ражнатовић Аркан, оснивач и први председник;
- проф. др Борислав Пелевић, други председник (2001−2008 и 2014−2018);
- Драган Марковић Палма (1995−2003);
- Драгиша Бинић, фудбалер ФК Црвена звезда са којом је освојио Куп европских шампиона, спортски директор ФК Обилић;
- Живорад Жика Лазић, сценариста, новинар и књижевник;
- Радосав Саватијевић;
- др Предраг Чановић.

## Галерија
- Лого Странке српског јединства од 1993. до 2012. године